# Raymond Delisle
Raymond Delisle (* 11. März 1943 in Ancteville; † 11. August 2013 in Hébécrevon, Département Manche) war ein französischer Radrennfahrer.

## Karriere
1963 wurde Raymond Delisle, noch als Amateur, Dritter der Tour de l’Avenir, im Jahr darauf französischer Meister im Mannschaftszeitfahren. Das Etappenrennen Tour d’Eure-et-Loir gewann er 1964.
1965 wurde Delisle Profi und startete in den folgenden Jahren zwölfmal bei der Tour de France. 1969 gewann er eine Etappe, ebenso 1976, trug zwei Tage lang das Gelbe Trikot, wurde Gesamtvierter  und als kämpferischster Fahrer ausgezeichnet. 1977 wurde er Neunter, 1970, 1972 und 1973 jeweils Elfter, 1974 Zwölfter, und 1975 wurde er Sechzehnter. Im Jahre 1973 erreichte er als Erster den Col de Portet-d’Aspet, 1974 den Port d’Envalira und 1980 den Col de Peyresourde. In der Tour de France 1970 gewann er die Sonderwertung Souvenir Henri Desgrange.
1969 wurde Delisle französischer Meister im Straßenrennen. 1970 konnte er das Rennen erneut gewinnen, der Titel wurde ihm aber wegen einer positiven Dopingprobe wieder aberkannt. 1972 siegte er im Rennen Barcelona–Andorra. 1975 gewann er die Tour du Haut-Var, Genua–Nizza und 1977 die Trophée des Grimpeurs. Bei der Vuelta a España 1974 gewann er eine Etappe.
Am 11. August 2013 nahm sich Raymond Delisle siebzigjährig in Hébécrevon in der Normandie, wo er zurückgezogen lebte, das Leben.